# Tanjung Telang (Prabumulih Barat)
Tanjung Telang is een bestuurslaag in het regentschap Prabumulih van de provincie Zuid-Sumatra, Indonesië. Tanjung Telang telt 1388 inwoners (volkstelling 2010).